# Дерево на холме
«Дерево на холме» (англ. The Tree on the Hill) — рассказ американского писателя Говарда Филлипса Лавкрафта, написанный в сотрудничестве с Дуэйном Уэлденом Римелем. Рассказ был написан в 1934 году и опубликован в 1940 году в журнале «Polaris».

## Сюжет
История написана от первого лица. В 1938 году двое молодых искателей приключений, Сингл и его друг Теунис, посещают городишко в округе Хампден (англ. Hampden), куда туристов влекут слухи о приведениях. Рядом находится Лососевая река (англ. Salmon River) и холм Надел Сатаны (англ. Hell’s Acres), на котором гигантское пламя уничтожило всю растительность. Предания индейцев племени Не-перс говорят о привидениях на холме, который служит ареной для гигантских духов, прибывающих Извне. Тениус остается работать в номере над диссертацией. Сингл поднимается на холм один и наблюдает за горами Биттеррут, расположенных в 300 милях от Хампдена, — что кажется невозможным с точки зрения географии. Ведь, их отсюда не должно быть видно. Сингл находит это особое дерево, будто, нарисованное на холсте кистью неведомого художника. Он ощущает резкую слабость и ложится спать под деревом. Во снах он оказывается в стране с тремя красными солнцами, а неясные тени ведут его в храм, где из темноты за ним наблюдают три пылающих глаза.  

Я увидел громадный храм на берегу вязкого, покрытого водорослями моря; три солнца мерцали над ним в бледно-розовом небе. Храм напоминал древнюю гробницу и имел какой-то неестественный цвет, близкий к сине-лиловому. Огромные бестии парили в облаках, казалось, я слышу хлопанье их перепончатых крыльев. Когда я приблизился к каменной громаде, предо мной возник огромный черный провал входа. Внутри маячили тени; мельтеша и дразнясь, они, казалось, хотели заманить меня в этот чудовищный склеп. Хищный блеск трех огромных глаз померещился мне в шевелящемся мраке дверного проема, и я понял, что в недрах исполинского сооружения кроется нечто, что сулит гибель и разрушение всему сущему. То была поднявшаяся из бездны преисподняя, страшнее самой смерти. Огромная зияющая дыра входа словно затягивала в себя черное клубящееся облако. В нем не было конца и края, это было чудовищное Ничто, бездна, тьма, столь же призрачная, как мгла, скрывающая таинственную Шамбалу.  

Позже Сингл просыпается в другом месте, в порванной и грязной одежде, и замечает, что дерево исчезло. Однако, он успел сделать фотографию, которую показал по возвращении Тениусу. На снимке видны три тени, отбрасываемые деревом, будто, их вызвали три солнца, — как во сне. Само же страшное дерево выглядит как отвратительное, зыбкое, призрачное щупальце. Теунис достает староанглийский перевод «Хроник города Наф» (англ. Chronicle of Nath), составленных Рудольфом Йерглером (англ. Rudolf Yergler), германским алхимиком. Часть сведений Рудольф позаимствовал у Гермеса Трисмегиста, древнеегипетского колдуна. В фолианте описан так называемый год Чёрного Козла, который шёл именно сейчас согласно календарю. По легенде, Ка-Нефер (англ. Ka-Nefer), Верховный Жрец Египта, в год Чёрного Козла отразил при помощи камень из янтаря угрозу некой тени или темной силы из снов. Тень исчезла вместе с Френом (англ. Phrenes) и тогда великий стон стоял в Нафе (англ. Nath). Тень, насытившись, оставила Землю и не проголодается до тех пор, пока вновь не свершится цикл и не настанет год Чёрного Козла. Увидеть это явление в истинном обличье можно лишь при помощи специальной линзы, — Геммы, что хранится в музее Кройдона. Теунис едет за линзой и при помощи специальной затемненной камеры изучает снимки, но от увиденного падает в обморок. Придя в себя, Теунис твердит:  

Я видел «Её» и слышал «Его» голос, хриплый и неестественный. Когда провел опыт с фотоснимками, то тем самым вернул «Её» туда, откуда она происходит. То дерево больше никогда не появится на холме до следующего года Черного Козла.  
Теунис приказывает Синглу сжечь фотографии, на которых была видна ужасная когтистая лапа с щупальцами, тянущаяся к дереву на холме, под которым спал Сингл. 

## Персонажи
Сингл (англ. Single) — путешественник, любил исследовать горы и посещал экскурсии по живописным местам. Оказавшись во сне в потустороннем мире он сильно испугался, но проявил научную смекалку и запечатлел на фотографии призрачное дерево. Ознакомления с древними мифами. В нём шла непрерывная борьба между безумным желанием вернуться к загадочному древу иллюзий и не менее безумным страхом перед этим непостижимым феноменом. 
Теунис (англ. Theunis) — преподаватель истории в Лондоне, изучал оккультные науки, проявляет исключительную осведомленность в неких изысканиях самого странного толка. Не пошёл на гору Надел Сатаны, потому что ушёл в работу над своей диссертацией по египетской мифологии. Совершает тайную поездку в автомобиле и возвращается в условиях величайшей конспирации. Несмотря на слабость и беспомощность после эксперимента, Теунис пытается сообщить другу по телефону, что ему известно об ужасном существе на фото. Сингл не переставал удивляться тем изменениям, какие претерпели черты лица Теуниса за столь короткое время в результате волнений и нервного напряжения. 
Тень (англ. Shadow) — гигантское чудовище из мира трех солнц. 
Над деревом, виднелась мерзкая бесформенная лапа, пальцы или щупальца которой отвратительно простирались вперед, словно, пытаясь нащупать нечто, находившееся на земле под ними. Участок травы под этими жирными скрюченными пальцами был примят таким образом, будто на нем лежал человек. 

## Вдохновение
Лавкрафт использует слово Френ (англ. Phrenes) — древнегреческое слово, обозначающее местонахождение мысли или созерцания. Лавкрафт упоминает в произведении Шамбалу. Книга «Хроники города Наф» является вымышленной, как и её автор Рудольф Йерглер. Вероятно, это город из Иного мира. Название Наф похоже на Назарет или Бат.
Теунис упоминает, что эта история происходит в год Чёрного Козла, — это отсылка к древнем культам и магическим ритуалам сектантов, которым покровительствует придуманное Лавкрафтом божество Шуб-Ниггурат. Персонаж с именем Теунис встречается в другом рассказе Дуэйна У. Раймеля «Драгоценности Шарлотты» («Unusual Stories», май-июнь 1935 г.), который, возможно, также был переработан Лавкрафтом.
В английской литературе часто описываются Иные миры, такие как «Мир Фей» и «Страна богов».

## Связь с другими произведениями
В рассказе «Картина в доме» в книге XVI века «Regnum Congo» упоминается дерево с крыльями вместо листьев (вероятно, пальма). 
В рассказе «Сокровище зверя-чародея» описана нечеловеческая сущность с тремя глазами.
В рассказе «Болото Луны» на руинах храма появляются призраки культа богини Диметры.
В рассказе «Погребённый с фараонами» под Великой пирамидой богиня Нефрен-Ка призывает духов-вампиров.
В рассказе «Вне времени» упоминается город Нат.
В рассказе «Храм» моряк увидел на дне океана некое сверкающее божество и называл его «ОН».
Лавкрафт описывает темы фальсификации истории, что до этого встречались лишь в рассказах «Болото Луны» и «Погребённый с фараонами». 
Тени из Иного измерения упоминаются в произведениях: «Из глубин мироздания», «Ньярлатхотеп», «Гипнос», «Показания Рэндольфа Картера» и других. 